# Smilax hugeri
Smilax hugeri là một loài thực vật có hoa trong họ Smilacaceae. Loài này được (Small) J.B.Norton ex Pennell miêu tả khoa học đầu tiên năm 1916.